# Autovetture Horch con motore Knight
La Casa automobilistica tedesca Horch costruì nel solo anno 1914 tre modelli equipaggiati con motore Knight, la 10/28 PS, la 13/36 PS e la 19/50 PS. Pensate per una vera e propria carriera automobilistica all'interno del listino Horch di allora, ebbero in realtà vita breve a causa dello scoppio della Prima Guerra Mondiale.

## Storia e profilo
Si trattava di tre modelli appartenenti a differenti fasce di mercato, ma spinti da un motore Knight, ossia caratterizzato dalla distribuzione con valvole a fodero. Telaisticamente erano molto simili, nel senso che prendevano forma da una struttura a longheroni e traverse con sospensioni ad assale rigido e molle a balestra. I freni erano a ganasce su entrambi gli assi. Per tutti il cambio era manuale a 4 marce, con frizione conica ad attrito e guarnizione in cuoio e con trasmissione ad albero cardanico. Le vere differenze stavano nella cilindrata dei motori (in ogni caso tutti a 4 cilindri) e nelle dimensioni del telaio, più grande nei modelli di maggior cilindrata. Di seguito vengono descritte le caratteristiche di tali motori:
- la 10/28 PS era equipaggiata con un motore da 2612 cm³ alimentato da un carburatore Zenith. Tale motore era dotato di accensione a magnete ed era in grado di erogare una potenza massima di 28 CV a 1600 giri/min, spingendo così la vettura ad una velocità massima di 70 km/h. La vettura era disponibile in due varianti di passo, 3.20 e 3.35 metri;
- la 13/36 PS differiva dal modello più economico per il motore da 3306 cm³ e per la potenza massima di 36 CV a 1600 giri/min. La velocità massima crebbe così a 75 km/h;
- la 19/50 PS montava invece un motore da 4939 cm³ con accensione a magnete e batteria (anziché solo a magnete). Tale motore erogava una potenza massima di 50 CV a 1500 giri/min, quanto bastava per raggiungere una velocità massima di 80 km/h. Anche il telaio vide il passo crescere di 15 cm.